# Новиков, Фёдор Афанасьевич
Фёдор Афанасьевич Новиков (1935 — 2002) — советский партийный и государственный деятель. Кандидат экономических наук (1982).

## Биография

### Образование
Окончил Джамбулский технологический институт лёгкой и пищевой промышленности.
В 1961 окончил Академию общественных наук при ЦК КПСС.
В 1982 защитил диссертацию на соискание учёной степени кандидата экономических наук. Тема диссертации: «Совершенствование управления промышленностью местными советами».

### Трудовая деятельность
Работал начальником компрессорного цеха, главным механиком Алма-Атинского городского молочного комбината (1961—1972), директором Кокчетавского мясного комбината.
С 1972 года — заместитель, с октября 1973 по август 1979 — председатель исполнительного комитета Кокчетавского городского совета. С 1982 года — инструктор, заведующий отделом Кокчетавского обкома КП Казахстана; министр мясной и молочной промышленности Казахской ССР.
В 1987—1990 годы — председатель Исполнительного комитета Гурьевского областного Совета.
С образованием Мангистауской области — председатель областного Совета (21.8.1990 — февраль 1992), одновременно — первый секретарь обкома партии (21.8.1990 — 7.9.1991).